# Abung jezici
Abung jezici, nekadašnja austronezijska podskupina lampunških jezika kojima govore neka Lampung plemena s otoka Sumatra u Indoneziji, Abung, Ranau i Kayu Agung. 
Prema ranijoj klasifikaciji obuhvaćala je jezike abung [abl] danas nazivan lampung nyo; ranau čiji je identifikator [rae] povečen iz upotrebe; i kayu agung [vky]. Posljednja dva danas se vode kao dijalekti drugih jezika: ranau dijalekt jezika lampung api, i kayu agung [vky], također povučen, dijalekt jezika komering.
Danas se ovi jezici i dijalekti klasificiraju u jezičnu skupinu lampung, i ne čine posebnu podskupinu.

## Vanjske poveznice
- Ethnologue (14th)